# Konstanty Piotrowski
Konstanty Piotrowski (ps. „Konst. P.”, „P.”, „P****”; ur. ok. 1790, zm. po 1863) – poeta, polski tłumacz literatury angielskiej, pierwszy tłumacz sonetów Williama Shakespeare’a na język polski.
Publikował w latach 1816–1850. Autor wyboru sonetów Williama Shakespeare’a, Johna Miltona i George’a Gordona Byrona.
Syn Aleksandra Piotrowskiego i Domiceli Susczański-Proskura h. Krzyżostrzał.
Ujęty w Polskim Słowniku Biograficznym t. 26 s. 487.

## Twórczość

### Proza
- Krótka wiadomość o życiu Franciszka Wiśniowskiego (1816)[3]

### Poezje
- Elegia napisana z okoliczności sprowadzenia zwłok ś.p. Doroty Sanguszkowey do Sławuty (1822)[4]
- Władysław Warneńczyk – oda (1829)
- Poezye Konstantego Piotrowskiego (1836)

### Przekłady
- List Heloizy do Abelarda (1816)[5] – Aleksander Pope
- Wybor sonetów Szekspira, Miltona, i Lorda Bajrona z dodatkiem Hymnu Miltona (1850)